# Takuya Nozawa
Takuya Nozawa (jap. 野沢 拓也, Nozawa Takuya; * 12. August 1981 in der Präfektur Ibaraki) ist ein ehemaliger japanischer Fußballspieler.

## Karriere
Takuya Nozawa erlernte das Fußballspielen in der Jugendmannschaft der Kashima Antlers. Seinen ersten Vertrag unterschrieb er 1999 bei seinem Jugendverein. Der Verein spielte in der höchsten Liga des Landes, der J1 League. Mit dem Verein wurde er 2000, 2001, 2007, 2008 und 2009 japanischer Meister. Die zweite Jahreshälfte 1999 spielte er auf Leihbasis in Brasilien beim CFZ do Rio SE in Rio de Janeiro. Für die Kashima Antlers absolvierte er 254 Erstligaspiele. 2012 wechselte er nach Kōbe zum Ligakonkurrenten Vissel Kōbe. Für den Verein stand er 33-mal in der ersten Liga auf dem Spielfeld. 2013 kehrte er zu den Kashima Antlers zurück. Nach 31 Erstligaspielen wechselte er im August 2014 zum ebenfalls in der ersten Liga spielenden Vegalta Sendai. Für den Verein aus Sendai absolvierte er 66 Erstligaspiele. Im Februar 2018 zog es ihn nach Australien, wo er einen Vertrag beim Wollongong Wolves FC aus Illawarra im Bundesstaat New South Wales unterschrieb. Nach einem Jahr kehrte er in seine Heimat zurück. Hier schloss er sich dem Viertligisten FC Tiamo Hirakata aus Hirakata an.
Am 1. Februar 2021 beendete Takuya Nozawa seine Karriere als Fußballspieler.

## Erfolge
Kashima Antlers
- J1 League: 2000, 2001, 2007, 2008, 2009

- J.League Cup: 2000, 2002, 2011

- Kaiserpokal: 2000, 2007, 2010

- Japanischer Supercup: 2009, 2010